# Gavray-sur-Sienne
Gavray-sur-Sienne – gmina we Francji, w regionie Normandia, w departamencie Manche. W 2013 roku liczba ludności wynosiła 2048 mieszkańców. 
Gmina została utworzona 1 stycznia 2019 roku z połączenia czterech ówczesnych gmin: Gavray, Le Mesnil-Amand, Le Mesnil-Rogues oraz Sourdeval-les-Bois. Siedzibą gminy została miejscowość Gavray. 